# Eugène Henry
Pour les articles homonymes, voir Henry.
Eugène Henry, né le 22 décembre 1862 à Soignies et mort le 27 décembre 1930 à Bruxelles (Belgique), est un général de l'armée belge et gouverneur-général du Congo belge du 5 janvier 1916 au 30 janvier 1921.

## Biographie
Eugène Joseph Marie Henry (ou Henri avant 1910), naît le 22 décembre 1862 à Soignies, est le fils de Denis Henri, soldat dans les armées napoléoniennes puis capitaine-commandant dans l'armée belge, et de Céline Manderlier. Le 30 juillet 1885, il épouse Louise Bois d'Enghien à Enghien. Ils ont plusieurs enfants.
À 16 ans, il s'engage comme simple soldat dans l'armée belge, régiment du génie. Il est promu sous-lieutenant payeur en juin 1884. Par goût, il est attiré par les questions administratives et d'intendance. Il est détaché à plusieurs reprises au ministère de la Guerre et professe pendant cinq ans à l'École royale militaire. Il est promu lieutenant-payeur en 1889.
En 1905, le roi Léopold II le détache en Afrique avec le grade d'inspecteur d'état de l'État indépendant du Congo chargé d'une mission d'évaluation dans le Mayombe. 
Après l'annexion de l'État indépendant du Congo par la Belgique en novembre 1908, le ministre des Colonies Jules Renkin reconnaît sa valeur et le nomme vice-gouverneur-général du Congo belge. En 1911, intendant de 1ère classe, il repart pour la province du Haut-Congo.
À l'automne 1914 au début de la Première Guerre mondiale, il est intendant en chef de l'armée belge chargé de créer à Calais la base arrière de ravitaillement de l'armée belge campée sur l'Yser. 
En février 1916, il repart pour le Congo où il est nommé gouverneur général. Il participe à la campagne du Cameroun, colonie de l'Allemagne et assure le ravitaillement des troupes belges lors de la campagne contre l'Afrique orientale allemande. Au cours de ces campagnes, il s'est opposé au déploiement d'unités militaires indigènes.
Il démissionne de ses fonctions de gouverneur général du Congo belge en février 1921 et prend sa retraite. À cette date, il était également général-intendant en chef dans l'armée belge. Il prend par la suite la direction de sociétés coloniales.
À la suite de son décès le 27 décembre 1930, les funérailles d'Eugène Henry sont célébrées le 3 janvier 1931 à l'église Notre-Dame du Sablon à Bruxelles et il est inhumé au cimetière de Bruxelles à Evere.

## Distinctions
- Grand officier de l'ordre de Léopold (Belgique).
- Commandeur de l'ordre de la Couronne en 1912 (Belgique).
- Croix de guerre 14-18 avec palmes (Belgique).
- Commandeur de l'ordre de l'Étoile africaine (Congo belge).
- Commandeur de l'ordre royal du Lion en 1927 (Congo belge).
- Grand officier de l'ordre de la Couronne d'Italie.
- Commandeur de la Légion d'honneur pour sa participation à la campagne du Cameroun en 1916 (France).
- Grand-croix de l'ordre de l'Étoile noire coloniale française.
- Chevalier commandeur de l'ordre des Saints-Michel-et-Saint-Georges (Grande-Bretagne).

## Sources
- Gouverneurs du Congo